# 1374
1374 (MCCCLXXIV) fue un año común comenzado en domingo del calendario juliano, en vigor en aquella fecha.

## Acontecimientos
- 23 de abril: el rey Eduardo III de Inglaterra le concede a Geoffrey Chaucer "un galón de vino diario por el resto de su vida" como recompensa por sus trabajos artísticos.

## Nacimientos
- 16 de octubre - Margarita de Borgoña Dampierre, hija de Felipe II de Borgoña.

## Fallecimientos
- 12 de marzo: Emperador Go Kogon, de Japón.
- 29 de junio: Jan Milíč, clérigo checo.
- 19 de julio: Petrarca, poeta italiano, creador de una corriente lírica humanista que recorrerá Europa.
- 25 de noviembre: Felipe II de Tarento, emperador de Constantinopla.
- Magnus II Eriksson, rey de Suecia, Noruega y Escania.